# Chris Walker-Hebborn
Christopher James Walker-Hebborn, född 1 juli 1990 i London, Storbritannien, är en brittisk simmare som tävlar för University of Bath.
Vid de olympiska simtävlingarna 2016 tog han en silvermedalj på 4×100 meter medley tillsammans med Adam Peaty, James Guy och Duncan Scott.